# Karl Christian Ernst von Bentzel-Sternau

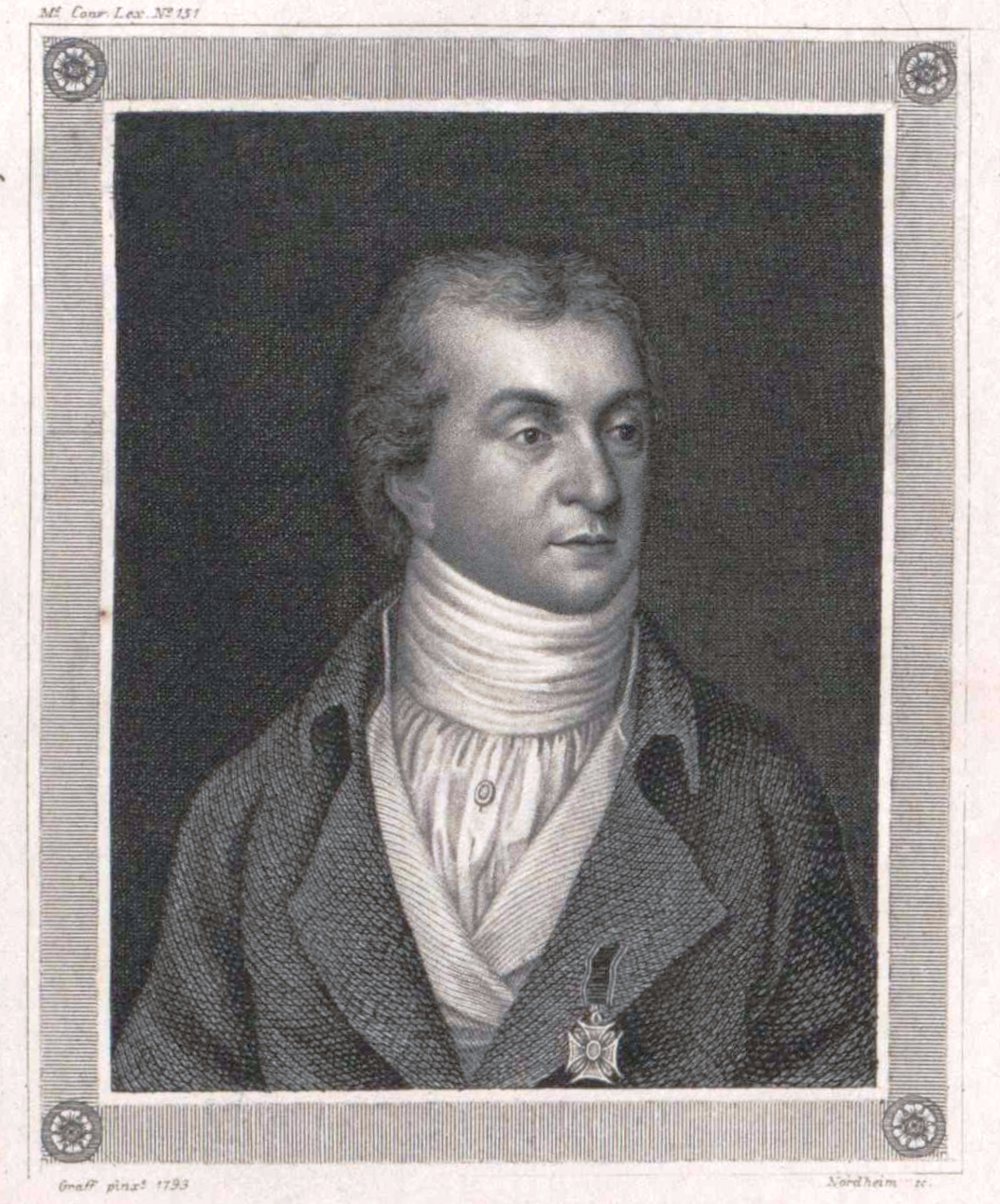
Bentzel-Sternau, Stich von Nordheim nach Anton Graff (1793)

Karl Christian Ernst Graf von Bentzel-Sternau, Pseud. Horatio Cocles, (* 9. April 1767 in Mainz; † 13. August 1849 Mariahalden/Zürichsee, Schweiz) war deutscher Staatsmann, Herausgeber und Schriftsteller.

## Leben
Nach rechtswissenschaftlichen Studien wurde Bentzel zu Sternau 1791 kurmainzischer Regierungsrat unter Karl Theodor von Dalberg in Erfurt. 1803 war er Staatsrat des Kur-Erzkanzlers in Regensburg und 1804 Geheimer Staatsrat. 1806 trat er in badische Dienste, wurde 1808 Ministerialdirektor und 1810 Oberhofgerichtspräsident in Mannheim.
Dalberg, inzwischen von Napoleon eingesetzter Großherzog von Frankfurt, ernannte ihn 1811 zu seinem Staats- und Finanzminister. Er war darüber hinaus u. a. verantwortlich für die Judenemanzipation und ihre bürgerliche Gleichstellung.
Nachdem das Großherzogtum Frankfurt im Herbst 1813 von den gegen Napoleon verbündeten deutschen Mächten besetzt worden war – aufgelöst wurde es erst im Sommer 1814 –, zog sich Bentzel-Sternau ins Privatleben zurück. Er lebte abwechselnd auf Schloss Emmerichshofen und seinem Landsitz am Zürcher See. In den folgenden Jahren wirkte er als Herausgeber und Schriftsteller.
Seine liberale engagierte Haltung bewies er erneut als Abgeordneter der Bayerischen Ständekammer in den Jahren 1825 bis 1828. 1832 sympathisierte er mit den Teilnehmern des Hambacher Fests und schickte diesen einen Brief zur Bekundung seines Beistands.
1827 konvertierte er von der katholischen zur evangelischen Konfession.

## Werk
Bentzel-Sternau ist der Nachwelt vor allem als Herausgeber der Zeitschrift Jason und als Romanschriftsteller bekannt. 1831 gründete er die kurzlebige Zeitschrift Der Verfassungsfreund, ein Landtagsblatt für Deutschland.
Bekannt wurde er durch sein Werk der Anti-Israel-Rede (1818), einer projüdischen Satire, die ihn besonders bei nationalistischen Kräften verhasst machte. Seine Werke wurden während des Wartburg-Fests symbolisch mit anderen Büchern verbrannt.
Diese Satire ist eine seltene Quelle für die Erforschung des Verhältnisses von Juden und Christen im 19. Jahrhundert. Sie ist nur in wenigen Originalen erhalten.
Sein bekanntestes Werk ist wohl der von 1802 bis 1804 in vier Bänden anonym erschienene Prosatext Das goldene Kalb. Eine Biographie. In dieser Satire greift Bentzel die Argumente und Forderungen der literarischen Judenhetze auf, die nach dem Wiener Kongress fruchtbaren Boden vorgefunden hatten, und führt diese durch Überspitzung ad absurdum.
Visionär sieht der Autor eine Entwicklung voraus, die von den Schrecken der antijüdischen Hep-Hep-Krawalle in Deutschland bald danach eingeholt wurde. Offenbar war Bentzel bewusst, welch ausgeprägte antijüdische Dynamik und welch großes Gewaltpotential sich in der Zeit nach dem Wiener Kongress gegen die Juden angestaut hatten – angefeuert von Hetzschriften und Pamphleten, die vielenorts veröffentlicht wurden. Beispielhaft seien hier die von Friedrich Rühs und Jakob Friedrich Fries genannt.
In seinen literarischen Veröffentlichungen zeigt er sich als ein „genialer, freimüthiger und gesinnungstüchtiger humoristischer Schriftsteller“ (Meyer 1858), der oft mit Jean Paul verglichen wurde.

## Pseudonym
Das von Bentzel-Sternau gewählte Pseudonym bezieht sich auf Horatius Cocles (cocles: lateinisch für „einäugiger Mann“), der ein Volksheld der römischen Mythologie war. Er soll 507 vor Christus die nach Rom führende Brücke über den Tiber allein gegen die Etrusker verteidigt haben.

## Zitate
„Die Mixtur, Mensch genannt, ist wohl das tollste Ragout, welches je einem himmlischen Kochbuch entschlüpfte.“